# Elezioni parlamentari in Iran del 2016
Le elezioni parlamentari in Iran del 2016 si tennero il 26 febbraio e il 29 aprile per il rinnovo dell'Assemblea consultiva islamica.
La medesima tornata elettorale riguardò anche l'Assemblea degli Esperti. Questa è stata la prima volta che entrambi gli organi governativi sono stati eletti contemporaneamente.
Gli elettori iscritti sono stati 54.915.024 (in Iran il diritto di voto matura al compimento dei 18 anni), mentre più di 12.000 persone si sono candidate, di cui 5.200 candidati, per lo più riformisti,sono stati esclusi dal Consiglio dei Guardiani della Costituzione e 612 si sono ritirati. Il Consiglio dei Guardiani della Costituzione è l'autorità incaricata di supervisionare le elezioni. Esso interpreta il termine "supervisione" contenuto nell'articolo 99 della Costituzione iraniana come "supervisione di approvazione" (in persiano نظارت استصوابی‎), il che implica il diritto di accettare o respingere la legalità delle elezioni e l'eleggibilità dei candidati. Tale interpretazione, tuttavia, è in contrasto con l'idea di "supervisione nelle notifiche" (in persiano نظارت استطلاعی‎), la quale non implica il menzionato diritto di approvazione. La "supervisione probatoria" (in persiano نظارت استنادی‎), che richiede prove per accettare o rifiutare la legalità dell'elezione e la competenza del candidato, è un'altra interpretazione della all'articolo 99.
Durante il giorno dell'elezione, gli osservatori del Consiglio dei Guardiani, gli ispettori del Ministero dell'Interno e i rappresentanti dei candidati hanno partecipato alla supervisione delle operazioni.

## Sistema elettorale
Dei 290 seggi dell'Assemblea consultiva islamica, 285 sono assegnati direttamente ai membri eletti e 5 seggi sono riservati ai rappresentanti degli Zoroastriani, Ebrei, Cristiani Assiri e Caldei, e Armeni (un seggio agli armeni del nord e uno per gli armeni del sud).
I 285 membri vengono eletti nei 196 circoscrizioni elettorali dell'Iran, che possono eleggere uno o più membri. Nei collegi uninominali i candidati devono ricevere almeno un terzo dei voti al primo turno: se nessun candidato supera questa soglia, un secondo turno si svolge con i due candidati con più alto voto. Nei collegi plurinominali, gli elettori possono esprimere tanti voti quanti sono i seggi da eleggere: i candidati devono ricevere i voti da almeno un terzo degli elettori; se non tutti i seggi sono assegnati nel primo turno di votazione, un secondo turno si svolge con il doppio il numero dei candidati in quanto vi sono seggi da assegnare (o tutti i candidati originali se ci sono meno del doppio del numero di posti a sedere).
Gli elettori devono essere cittadini iraniani di età compresa tra 18 anni, e non devono essere stati dichiarati malati di mente.

### Requisiti dei candidati
Secondo la legge iraniana, per potersi candidare bisogna:
- possedere la cittadinanza iraniana
- avere un diploma di scuola superiore (se non candidati uscenti)
- essere un sostenitore della Repubblica islamica, giurando sulla fedeltà alla Costituzione
- essere un mussulmano praticante (a meno di non essere un candidato delle cinque minoranze religiose dell'Iran)
- non avere una "cattiva reputazione"
- essere in buona salute e con un'età compresa tra 30 e 75 anni.

Un candidato sarà rigettato se si trova ad essere compromesso mentalmente, sostiene lo Scià o partiti politici od organizzazioni dichiarate illegali o sospettate di attività anti-governativa, convertito ad altra religione o che ha in ogni caso ripudiato la fede islamica, è stato ritenuto colpevole di corruzione, tradimento, frode, corruzione, tossicodipendenza o traffico o colpevole di aver violato la legge della Sharia.  Inoltre, i candidati devono essere alfabetizzati; i candidati non possono aver preso parte al governo precedente all'anno 1979, essere grandi proprietari terrieri, tossicodipendenti o avere opinioni contro lo Stato o apostasia. I ministri del governo, i membri del Consiglio dei Guardiani e del Consiglio Superiore della Magistratura non possono partecipare alle elezioni, così come il Capo della Corte di giustizia, il Capo della polizia, alcuni funzionari e leader religiosi e tutti i membri delle forze armate..

## Esito
Al primo turno delle elezioni, con un tasso di affluenza pari al 62 %, sono stati aggiudicati 217 seggi su 290 (per un totale di 239 circoscrizioni); i risultati hanno visto l'affermazione della "Coalizione Pervasiva dei "Riformisti" con 83 seggi, seguiti dalla "Grande Coalizione Principalista" (di orientamento conservatore) con 64 seggi, dai candidati indipendenti (non affiliati a nessuna coalizione) con 55 seggi; la "Coalizione della Voce del Popolo" (orientamento conservatore-moderato) ha ottenuto 10 seggi ed, infine, 5 sono stati riservati alle minoranze religiose.
Al secondo turno, con un tasso di affluenza pari al 59 %, sono stati aggiudicati i restanti 68 seggi; i risultati finali sono dunque i seguenti:

## Risultati
| Liste                                                      | Voti        | %       | Seggi |
| ---------------------------------------------------------- | ----------- | ------- | ----- |
| Coalizione Pervasiva dei Riformisti (Lista della speranza) |             | 43,10   | 125   |
| Grande Coalizione Principalista                            |             | 28,62   | 83    |
| Coalizione della Voce del Popolo                           |             | 3,80    | 11    |
| Indipendenti                                               |             | 22,41   | 65    |
| Minoranze religiose                                        |             | 1,73    | 5     |
| Totale                                                     |             | 100     | 290   |
| Votanti                                                    | ~34.000.000 | ~62,00% |       |
| Elettori                                                   | 54.915.024  |         |       |

## Galleria d'immagini

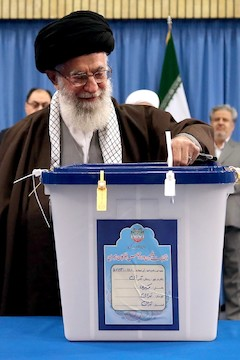
Ali Khamenei al voto
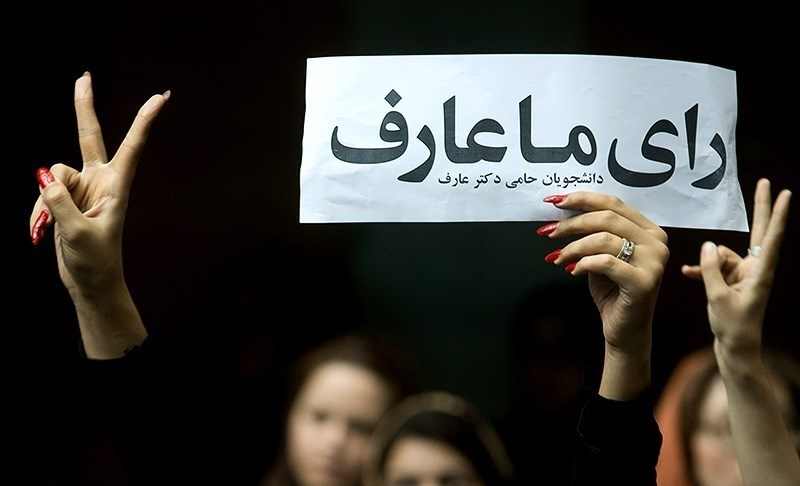
Sostenitori di Mohammad Reza Aref a Teheran
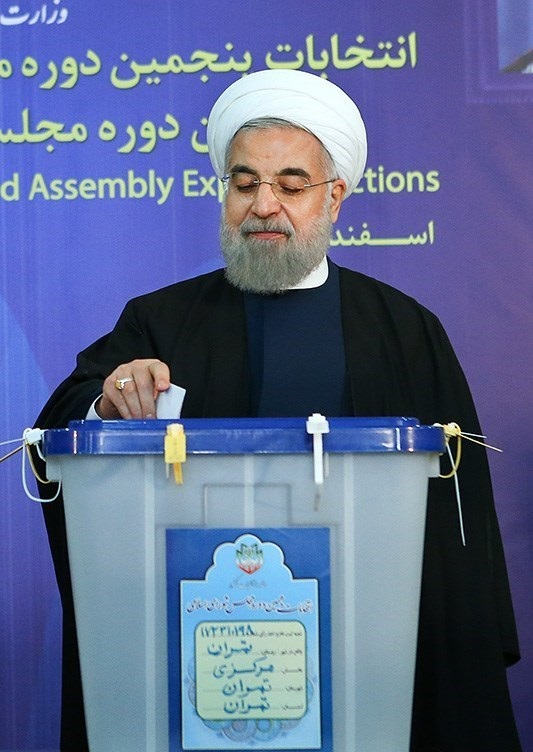
Il Presidente Hassan Rouhani al voto
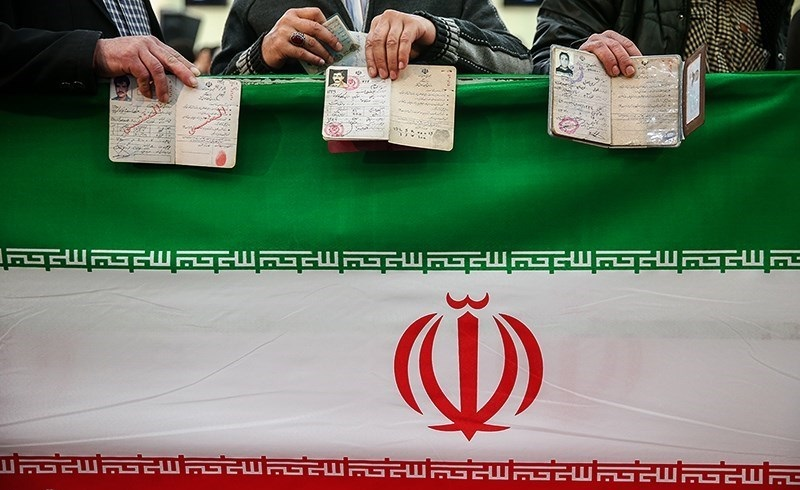
Elettori mostrano i loro documenti per poter votare